# Wilfred Eade Agar
Wilfred Eade Agar (27 de abril de 1882 – 14 de julio de 1951) fue un zoólogo australiano de origen inglés.
Agar era aborigen de Wimbledon, Inglaterra. Fue educado en Sedbergh School, Yorkshire, y en el King's College (Cambridge), donde se capacitó en zoología. En la Primera Guerra Mundial sirvió en Gallipoli.
En 1919, aceptó la cátedra de zoología en la Universidad de Melbourne; sus proyectos más destacados fueron herencia y cromosomas en marsupiales y en el ganado. Desafió con éxito los hallazgos lamarckianos de William McDougall en relación con la herencia de los efectos del entrenamiento en ratas.

## Algunas publicaciones

### Libros
- wilfred eade Agar. 2010a. Lectures on Sex and Heredity, Delivered in Glasgow, 1917-18. Edición	reimpresa de BiblioBazaar, 138 pp. ISBN 1-149-36843-8
- ----------------------------. 2010b. Cytology, with Special Reference to the Metazoan Nucleus. Editor General Books LLC, 156 pp. ISBN 1-152-88391-7
- ----------------------------. 2006. A Contribution to the Theory of the Living Organism. Editor Read Books, 212 pp. ISBN 1-4067-1735-5
- ----------------------------, philip david Phillips. 1968. The Peopling of Australia. Edición ilustrada, reimpresa de Dawsons, 300 pp.
- ----------------------------. 1939. Eugenics and the future of the Australian population. 15 pp.
- ----------------------------. 1920. Cytology. Editor Macmillan & Co. Ltd. 224 pp.

## Honores
- Galardonado con la Medalla Clarke by the Royal Society of New South Wales in 1944.[2]

## Abreviatura (zoología)
La abreviatura Agar  se emplea para indicar a Wilfred Eade Agar como autoridad en la descripción y taxonomía en zoología.